# Alejandra Bueno
Alejandra Bueno de Santiago (Vitoria, 1987) es artista visual, investigadora y gestora cultural. Alejandra es docente investigadora en el área de la imagen digital en la Universidad de Vitoria EUNEIZ. En 2022 fue seleccionada por el Museo Guggenheim para realizar una estancia en Nueva York y en el 2023 recibe diversos premios por su trabajo audiovisual EZOHIKOAK. Desde el 2023 lleva a cabo el proyecto FEMIAS, una investigación sobre la IA con enfoque de género.

## Biografía
Alejandra Bueno se licenció en Bellas Artes en la Universidad del País Vasco (Euskal Herriko Unibertsitatea, UPV/EHU) y posteriormente hizo el máster en Artes Visuales y Multimedia en la Universidad Politécnica de Valencia. Se doctoró en esta misma universidad con la tesis Experiencias artísticas en el espacio público. 
Ha participado en numerosas exposiciones internacionales de arte y festivales y tras vivir en varios países como Inglaterra, Francia y Alemania se instaló desde el 2015 hasta el 2022 en la ciudad ecuatoriana de Guayaquil, donde ha sido profesora de vídeo, fotografía y performance y gestora del Máster Artes Visuales y Nuevos medios en la Universidad de las Artes. También es fundadora y directora del Festival Internacional de videoarte Fem Tour Truck, un festival itinerante de videoarte feminista que funciona desde 2016 en Vitoria. También es cofundadora de la plataforma Cultural Guerrilla. 
Sus proyectos incluyen iniciativas a favor de la sociedad y estudios de género, entre otros. Así, el objetivo de Alejandra Bueno es utilizar el arte como herramienta de transformación social.
En la actualidad de desarrolla como profesora de creatividad, diseño y narrativa audiovisual en la Universidad de Vitoria EUNEIZ desde el 2022, año de creación de dicha universidad. Entre sus últimos logros se encuentra la obtención de la beca Gazte Sortzaileak (2021) con la que realizó la obra audiovisual EZOHIKOAK que ha sido seleccionada en festivales como ZINEBILERA, Nambrocorto, Festival de cortometrajes Asier Errasti, Durangoko Asokan, Festival Intermediaciones, Dona & Cinema y el Festival Women Time entre otros. En la pieza EZOHIKOAK Bueno hace una revisión histórica de la figura de la mujer en el País Vasco y el modelo de familia, esta obra crea una historia más crítica sobre el paso de las mujeres en Euskal Herria, mediante la apropiación y animación de fotografías históricas del Archivo Municipal Pilar Arostegi. En el año 2022 Bueno fue seleccionada por el Museo Guggenheim Bilbao para participar el Basque Artist Program en Nueva York, donde realizó una estancia de investigación en la escena cultural y artística de la ciudad.

## Premios y becas
2009 - Ganadora del concurso de fotografía del Ayuntamiento de Leioa.
2010 - Ganadora del concurso de Videocreación EITB Kultura, Bilbao.
2011 - Residencia de creación-investigación Schafhof künstlerhaus Freising, Alemania.
2011 - Finalista en el Festival de video PUNTO Y RAYA, Madrid.
2013 - Beca de creación artística, Centro Cultural Montehermoso, Vitoria. 
2013 - Beca de creación-investigación de la Diputación de Bizkaia. 
2013 - Ganadora del concurso de Arte Público de la Universidad de Valencia.
2013 - Premio a mejor obra en el Festival Pim Pam Pum, Valencia.
2013 - Premio a mejor obra en el Festival INCUBARTE, Valencia.
2013 - Beca Fábricas de creación con Guerrilla Food Sound System, Gobierno Vasco.
2016 - Beca de creación ETXEPARE.
2016 - Beca Eremuak para el proyecto FEM TOUR TRUCK.
2016 - Beca Fábricas de Creación, Gobierno Vasco.
2017 - Ganadora de los Fondos Concursables para la realización de festivales, Ministerio de cultura de Ecuador.
2021 - Ganadora de la convocatoria EMART.
2021 - Ganadora de la beca GAZTE SORTZAILEAK, Ayuntamiento de Vitoria.
2022 - Residencia de investigación en el Guggenheim Basque artist program, Nueva York.
2023 - Ganadora del premio UNESCO ETXEA con el cortometraje EZOHIKOAK.
2023 - Ganadora del concurso Arte Vital sección fotografía.

## Galería de imágenes

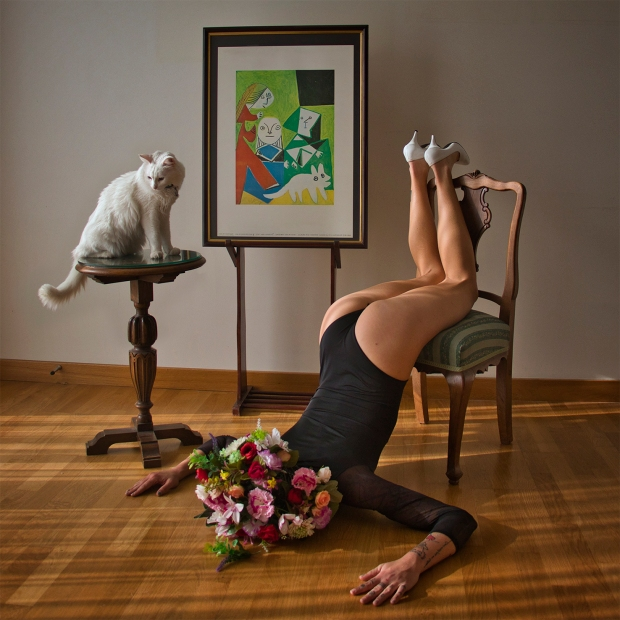
Alejandra Bueno, Manual para Mujeres Subversivas, 2021
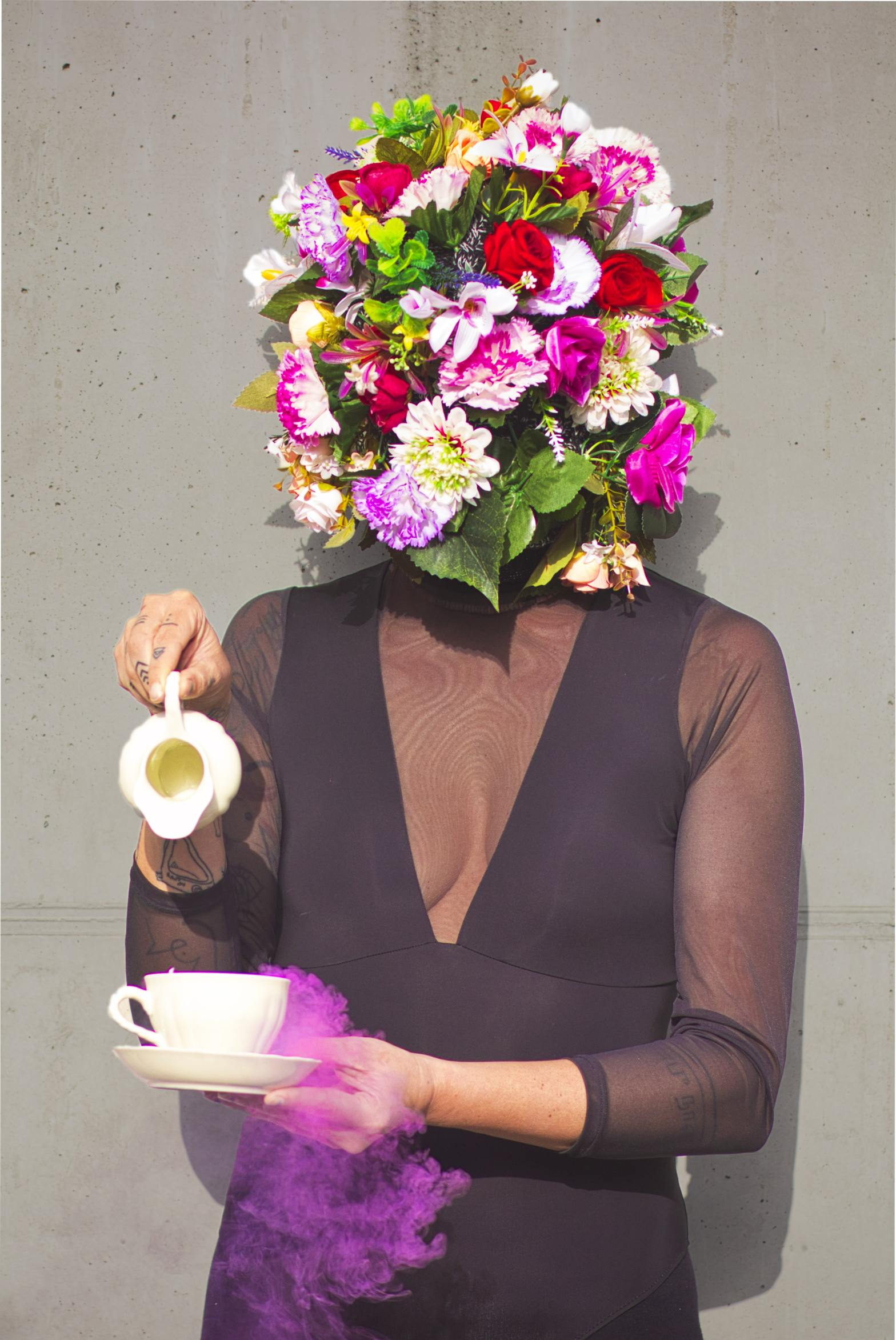
Alejandra Bueno, Manual para Mujeres Subversivas, 2021
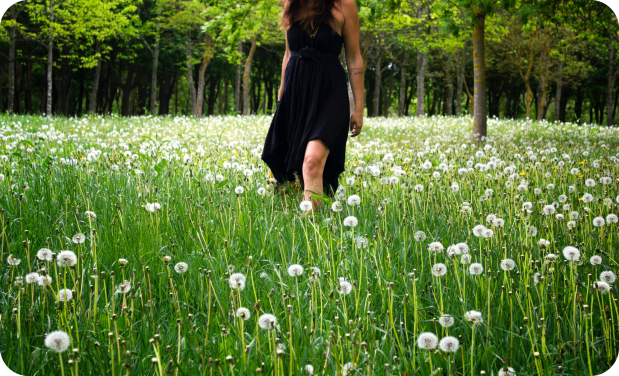
Alejandra Bueno, “Cuerpxs“, 2012
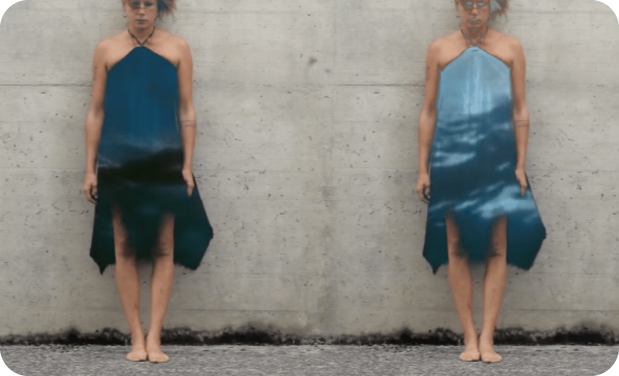
Alejandra Bueno, "Me quedo me quedo", 2012